# Lazarits Jenő
Lazarits Jenő (Alsódabas, 1911. december 13. – Budapest, 1976. április 15.) orvos, sebész, az orvostudományok kandidátusa (1966).

## Élete
Lazarits Miklós (1882–1965) igazgató-tanító és Jávorszky Alojzia Kamilla (1886–1961) tanítónő fiaként született pedagóguscsaládban. Középiskolai tanulmányait az Újpesti Magyar Királyi Állami Könyves Kálmán Reálgimnáziumban végezte, ahol 1929-ben tett érettségi vizsgát. Ezt követően felvételt nyert a szegedi Ferenc József Tudományegyetem Orvostudományi Karára. 1936-ban avatták orvosdoktorrá. Orvosi oklevelének megszerzése után Újpesten telepedett le, iskolaorvosi és egészségtanári szakképesítést szerzett. 1936–1937-ben a budapesti Szent István Kórház gyakornokaként, 1937 és 1940 között az újpesti Károlyi Sándor Kórház Belgyógyászati Osztályának, 1940–1941-ben Sebészeti Osztályának segédorvosaként dolgozott. 1941 és 1945 között a budapesti Pázmány Péter Tudományegyetem I. sz. Sebészeti Klinikájának műtőorvosa, illetve egyetemi tanársegéde volt.
A második világháború idején orvos-hadnagyként teljesített szolgálatot, frontszolgálatát 1943 márciusában kitüntetéssel ismerték el.
1945-ben visszatért a Károlyi Sándor Kórházba, ahol a Sebészeti Osztály klinikai adjunktusa lett, 1950-től 1953-ig pedig az újpesti, illetve budapesti Árpád Kórház igazgató főorvosa és a Sebészeti Osztály osztályvezető főorvosa volt. 1953-től a Károlyi Sándor Kórház, 1967-től az Egyesített Újpesti Kórházak igazgató főorvosa volt. 1966-ban végzett a Marxizmus–Leninizmus Esti Egyetem általános tagozatán.
Főleg hasi és gyomorsebészettel, valamint baleseti sebészettel foglalkozott.
Az újpesti Megyeri úti temetőben nyugszik. 

#### Családja
Felesége Balogh Margit. Fia Lazarits Miklós.

## Művei
- Elülső gátorba áttört gennyes mellhártyagyulladás. (Orvosi Hetilap, 1944. 8.)
- Háborús sérülések utáni vérzések és ellátásuk. (Orvosi Hetilap, 1944. 10.)
- A szigmabélsérülések ellátásáról. (Orvosi Hetilap, 1946. 3.)
- Bevált carbunculus-kezelés. (Orvosi Hetilap, 1948. 36.)
- Rosszul gyógyult, kettős alkarcsonttörések gyógyításáról. (Magyar Sebészet, 1951)
- Ileitis terminalis. Major Zsuzsannával. (Orvosi Hetilap, 1951. 12.)
- Gyermekkori felkarcsont supracondyler-törések ellátásáról. (Magyar Sebészet, 1954)
- Über einige praktische Fragen der Venenthrombose. (Wiener Medizinische Wochenschrift, 1956)
- A visszértrombózis gyakorlati kérdései. Horn Zoltánnal. (Orvosi Hetilap, 1956. 38.)
- Die Behandlung des Diabetes bei chirurgischen Komplikationen. (Zentralblatt für Chirurgie, 1959)
- Sztereoröntgen-felvételek alkalmazása a baleseti sebészetben. (Magyar Radiológia, 1959)
- Hegesedő idült pajzsmirigygyulladásról. Riedel-féle golyva. (Magyar Sebészet, 1959)
- A poszttrombotikus oedemák kezelése panthesinnel és hyderginnel. Alánt Oszkárral és Horn Zoltánnal. (Orvosi Hetilap, 1959. 2.)
- Hyperthyreosis szerepe a mellékvesekéreg-elégtelenség létrejöttében. Alánt Oszkárral. (Orvosi Hetilap, 1959. 18.)
- Az epe mikroflórájának vizsgálata epeköves betegekben. Rózsa Máriával. (Orvosi Hetilap, 1961. 38.)
- Sebészi szövődmények korszerű kezelése cukorbetegeknél. Kandidátusi értekezés. (Budapest, 1965)
- A mechanikus vékonybél-ileus korai diagnosztikája. Horváth Sándorral és Nagy Sándorral. (Orvosi Hetilap, 1971. 6.)
- Chirurgie bei Diabetes. Monográfia. Alánt Oszkárral és Kothe Wernerrel. (Budapest, 1973)

## Díjai, elismerései
- Kiváló orvos (1959)
- Munka Érdemrend arany fokozata (1969)